# PetroSA

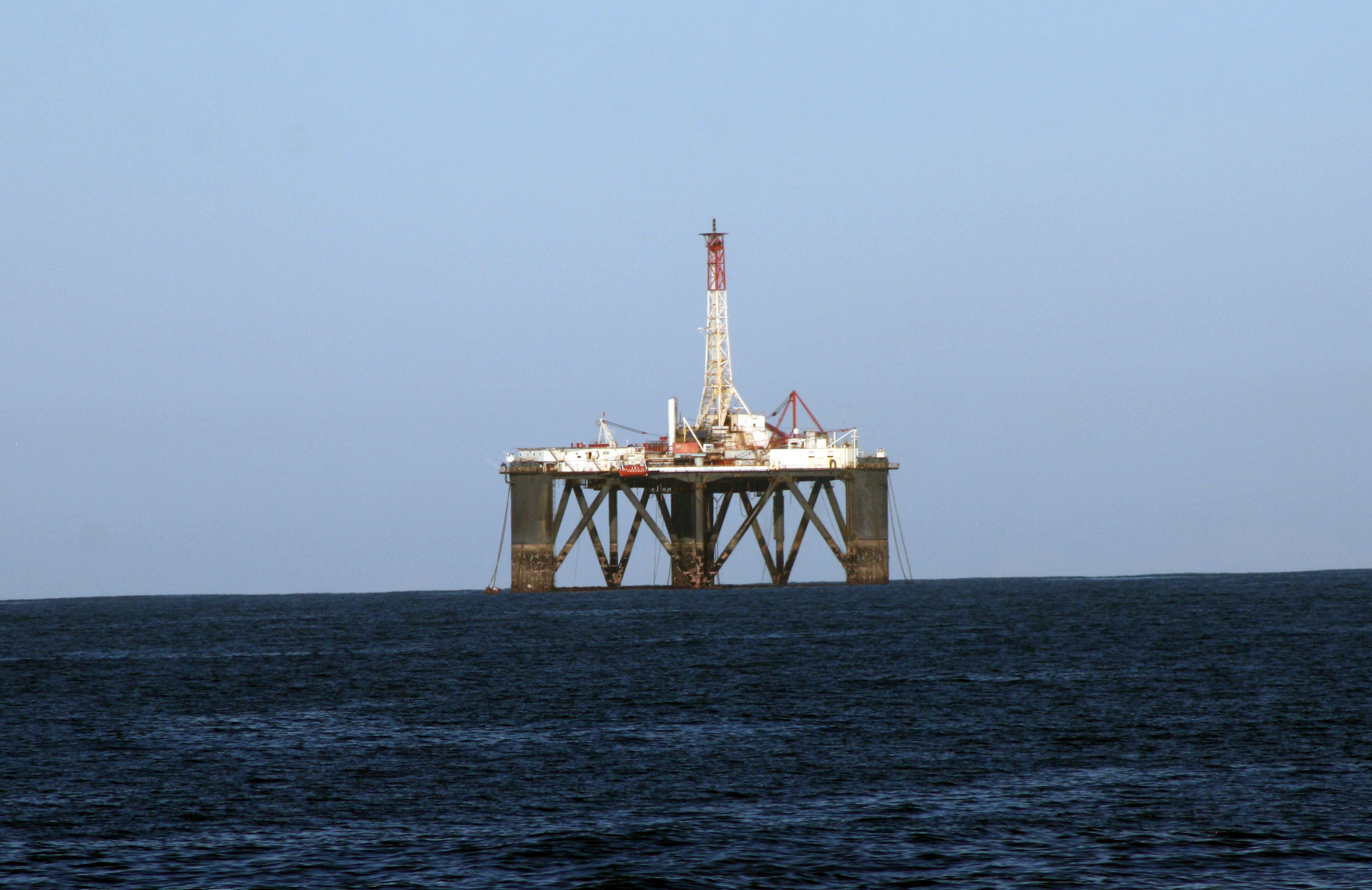
Schwimmende FPSO-Plattform Orca im Indischen Ozean zur Zwischenspeicherung von Erdöl

PetroSA, ausführlich Petroleum Oil and Gas Corporation of South Africa (SOC) Limited ist das staatliche Mineralölunternehmen in Südafrika. Als Staatsunternehmen im Energiesektor ist es dem Central Energy Fund (CEF) unterstellt und damit dem Department of Energy rechenschaftspflichtig. PetroSA entstand im Jahre 2002 durch den Zusammenschluss von Soekor E and P (Pty) Limited, Mossgas (Pty) Limited und Teilen des Strategic Fuel Fund, ein weiterer Bereich des CEF. Der Unternehmenssitz von PetroSA befindet sich im Stadtteil Parow von Kapstadt. Ein weiterer Verwaltungsstandort ist in Sandton angesiedelt. Für europäische Geschäftskunden unterhält PetroSA eine Niederlassung in Rotterdam.
Zu den wichtigsten Unternehmenszielen von PetroSA gehören:
- die Erkundung und Förderung von Erdöl und Erdgas,
- die Beteiligung an und den Kauf von kleineren sowie internationalen Mineralölunternehmen,
- die Produktion von synthetischen Kraftstoffen aus offshore-Gas in einer der größten GTL-Raffinerien der Welt in Mossel Bay,
- die Entwicklung einer einheimischen Raffinerie- und Flüssigerdgas-Logistikinfrastruktur,
- die Vermarktung und der Vertrieb von Öl- und petrochemischen Produkten.

Etwa 120 Kilometer südlich von Mossel Bay liegen im Ozean die Fördergebiete Oribi und Oryx. Die Erdölförderung im Oribi-Feld existiert seit 1996.
PetroSA ist im FA-EM-Gasfeld sowie in den Südküsten-Gasfeldern und den Oribi- und Oryx-Fördergebieten tätig – alle im Festlandsockel vor der Küstenlinie. Die Mossel Bay GTL Refinery erhält von hier ihren Rohstoff. Außerhalb des südafrikanischen Hoheitsgebietes unterhält PetroSA Förderaktivitäten in Äquatorial-Guinea und Namibia.

## Geschichte
Die Geschichte von PetroSA geht auf die Gründung der Soekor (afrikaans Suidelike Olie-eksplorasiekorporasie, englisch Southern Oil Exploration Corporation (Pty) Ltd.) im Jahre 1965 zurück, die zum Ziel hatte, die Erkundung von Mineralöllagerstätten in der Umgebung von Beaufort West voranzutreiben. Die dabei aufgefundenen Erdölvorräte wurden jedoch als zu gering eingeschätzt, um für eine kommerzielle Nutzung in Betracht zu kommen. Im Jahre 1965 kam es bei Bohrungen vor der südafrikanischen Südküste zur Entdeckung von Erdgaslagerstätten. Soekor begann 1970 in einem gemeinsamen Projekt mit Rand Mines und US Natural Resources weitere Erkundungsbohrungen im Offshore-Bereich niederzubringen. Die landseitigen Erkundungsarbeiten nach Erdöllagerstätten wurden 1978 von Soekor wegen mangelnder Höffigkeit eingestellt.